# Ay amor (canción de La Sociedad)
«Ay amor» es un sencillo de la banda chilena La Sociedad concebido como tema principal de la serie chilena El hombre de tu vida basada en la homónima argentina, de Juan José Campanella y Marcela Guerty, y adaptada por Marcelo Castañón, Daniela Lillo y Claudia Villarroel. La canción fue escrita por Emilio Kauderer y Alejandro Kauderer.

## Video musical
El video musical de la canción fue estrenado el día 28 de junio de 2013. El video contiene mayoritariamente escenas de la serie aunque de vez en cuando aparece la banda. Al finalizar el video, la banda se encuentra en una plaza y termina con el título de la serie.
- Datos: Q16534822